# Bandera de l'orgull pansexual
La bandera de l'orgull pansexual fou dissenyada com a símbol de la comunitat pansexual i es pot trobar a diferents llocs d'Internet des de mitjans de 2010. És similar a la bandera del col·lectiu LGBTI, que és utilitzada com a símbol identitari per part dels col·lectius de lesbianes, gais, bisexuals, i transgènere. La bandera visibilitza i augmenta el reconeixement de la pansexualitat i la distingeix de la bisexualitat, indicant que els pansexuals tenen relacions sexuals i també sentimentals amb gent de diferents gèneres i sexualitats. La teoria de la pansexualitat vol canviar els prejudicis existents, que causen vergonya, ostracisme i problemes per part de la societat.

## Disseny

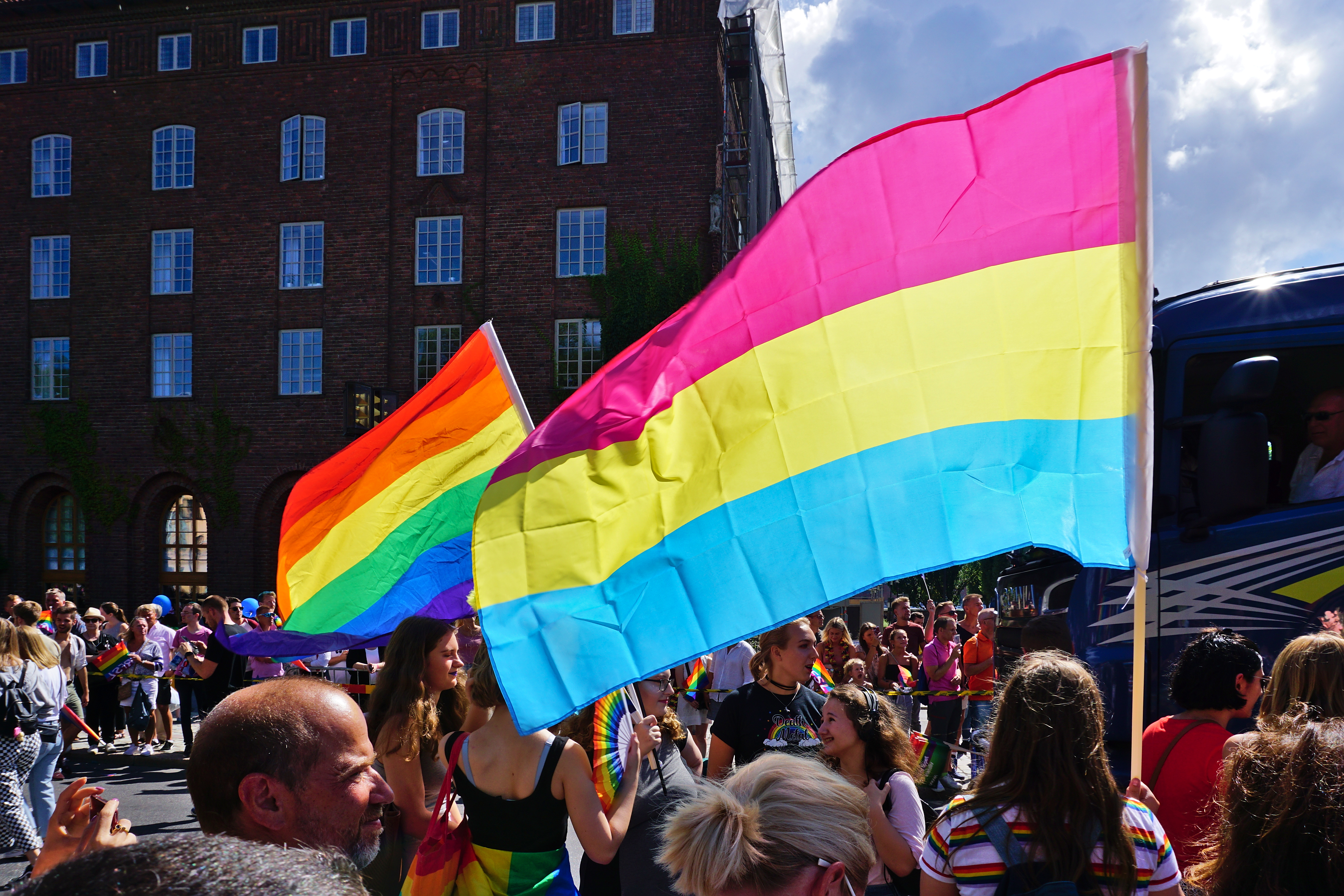
Bandera de l'orgull pansexual a la festa de l'Orgull d'Estocolm de l'any 2018

Sovint es confon la bisexualitat i la pansexualitat, especialment pel que fa a les banderes. Ambdues tenen tres barres horitzontals i tres colors diferents. La pansexual, en concret, es troba formada pels colors rosa, groc i blau. La porció blava representa els qui s'identifiquen dins de l'espectre masculí i el rosa els qui s'identifiquen dins de l'espectre femení (independentment del sexe biològic), mentre que la porció groga, al mig de les dues anteriors, representa l'atracció no binària com les de persones andrògines, de gènere no-binari, bigènere i de gènere fluid.
La bandera de l'orgull bisexual, per altra banda, té tres bandes de colors diferents: rosa, porpra i blau. La porció rosa representa l'atracció sexual cap a persones del mateix sexe; la porció blava, l'atracció sexual al sexe oposat; la porció morada, que resulta de la superposició d'ambdues, representa l'atracció sexual cap els dos sexes per part de la mateixa persona.